# Pendelstartsysteem
Het pendelstartsysteem was een startmotor van de firma Bosch die de krukas niet ronddraaide, maar heen en weer slingerde totdat de zuiger door het dode punt ging en de motor aansloeg.
Het werd ontwikkeld voor de in 1956 gepresenteerde Maicoletta-scooter van Maico. De pendelstarter was de enige startmotor die op een 6 volt-systeem behoorlijk werkte.